# تاکاهیرو اوهارا
تاکاهیرو اوهارا (انگلیسی: Takahiro Ohara؛ زادهٔ ۶ دسامبر ۱۹۸۶) بازیکن فوتبال اهل ژاپن است.